# Бурхард V фон Мансфелд-Кверфурт
Бурхард V фон Мансфелд-Кверфурт (на немски: Burchard V (VI, XI) von Mansfeld; * пр. 1311; † 1355 или между 21 септември 1354 и 3 февруари 1358) е граф на Мансфелд-Кверфурт, господар на Алщет, Хедерслебен, Шраплау и Хелфта.

## Произход
Той е син на граф Бурхард IV фон Мансфелд-Кверфурт († 1355) и съпругата му графиня София фон Шверин-Люхов († 26 август 1353), дъщеря на граф Хелмолд III фон Шверин († сл. 1297) и първата му съпруга Мехтилд Саксонска († 1274/1287), дъщеря на херцог Албрехт I от Саксония-Бернбург († 1260) и Хелена фон Брауншвайг-Люнебург († 1273).
Той умира между 21 септември 1354 и 3 февруари 1358 г. и е погребан в Айзлебен.

## Фамилия
Бурхард V се жени на 3 септември 1303 г. за гарфиня Ода фон Вернигероде (* ок. 1290; † 28 август 1343), дъщеря на граф Албрехт V фон Вернигероде (1244; † 1320/1323) и съпругата му фон Барби, дъщеря на Валтер VIII фон Арнщайн († сл. 1285). Те имат децата:
- Гебхард III фон Мансфелд-Кверфурт (ок. 1304/1308 – 1332/1335/сл. 1360), граф на Мансфелд-Кверфурт, женен I. на 21 октомври 1327 г. за Луитгарда фон Фалкенщайн (* 1296; † сл. 1360), II. за Матилда фон Шварцбург-Бланкенбург
- Зигфрид I (* ок. 1335), женен пр. 26 април 1338 г. за Анна фон Ваймар-Орламюнде († сл. 1357)
- Бурхард VI (* пр. 1327; + сл. 1327), граф на Мансфелд-Кверфурт
- Луитгард († 1337/1347), абатиса на Хелфта
- София († 1344/1353), омъжена 22 май 1339 г. чрез разрешение от Авиньон за граф Хайнрих V фон Регенщайн († 1355/1359)
- Елизабет († пр. 1358), омъжена пр. 1358 за Гебхард IV фон Кверфурт-Наумбург († 1383)
- Агнес († 1334/1353), омъжена ок. 1299 г. за граф Хайнрих IX 'Стари' фон Щолберг-Росла († 1333)
- Албрехт фон Мансфелд († 1375), епископ на Халберщат (1346 – 1356)
- Брунико (Протце) († 1349)
- Ото († 1346/1349)
- Рупрехт († сл. 1359)
- Фридрих († 1353)
- дъщеря († 1354/1358), омъжена за граф Бернхард I фон Регенщайн († сл. 1368)
- Ода († 1361), абатиса в Ной Хелфта